# Flawless
Flawless är en amerikansk dramakomedifilm från 1999, skriven och regisserad av Joel Schumacher.

## Rollista i urval
- Robert De Niro – Walt Koontz
- Philip Seymour Hoffman – Rusty Zimmerman
- Barry Miller – Leonard Wilcox
- Chris Bauer – Jacko
- Skipp Sudduth – Tommy Walsh
- Wilson Jermaine Heredia – Cha-Cha
- Nashom Benjamin – Amazing Grace
- Scott Allen Cooper – Ivana
- Rory Cochrane – Pogo
- Daphne Rubin-Vega – Tia